# Капмань
Капмань (кат. Capmany) - муніципалітет, розташований в Автономній області Каталонія, в Іспанії. Знаходиться у районі (кумарці) Ал Ампурда провінції Жирона, згідно з новою адміністративною реформою перебуватиме у складі баґарії Жирона.

## Населення
Населення міста (у 2007 р.) становить 518 осіб (з них менше 14 років - 11%, від 15 до 64 - 65,3%, понад 65 років - 23,7%). У 2006 р. народжуваність склала 4 особи, смертність - 5 осіб, зареєстровано 1 шлюб. У 2001 р. активне населення становило 132 особи, з них безробітних - 17 осіб.

Серед осіб, які проживали на території міста у 2001 р., 366 народилися в Каталонії (з них 284 особи у тому самому районі, або кумарці), 60 осіб приїхало з інших областей Іспанії, а 64 особи приїхали з-за кордону. 

Університетську освіту має 8% усього населення. 

У 2001 р. нараховувалося 179 домогосподарств (з них 17,9% складалися з однієї особи, 33% з двох осіб,22,3% з 3 осіб, 16,8% з 4 осіб, 7,3% з 5 осіб, 2,2% з 6 осіб, 0% з 7 осіб, 0% з 8 осіб і 0,6% з 9 і більше осіб).

Активне населення міста у 2001 р. працювало у таких сферах діяльності : у сільському господарстві - 2,6%, у промисловості - 3,5%, на будівництві - 14,8% і у сфері обслуговування - 79,1%. 

 У муніципалітеті або у власному районі (кумарці) працює 112 осіб, поза районом - 59 осіб.

### Безробіття
У 2007 р. нараховувалося 6 безробітних (у 2006 р. - 12 безробітних), з них чоловіки становили 16,7%, а жінки - 83,3%.

## Економіка

### Підприємства міста

#### Промислові підприємства
| \| Промислові підприємства міста, за сферою діяльності \| Промислові підприємства міста, за сферою діяльності \| Промислові підприємства міста, за сферою діяльності \| \| Рік \| 2002 р. \| 2001 р. \| \| --------------------------------------------------- \| --------------------------------------------------- \| --------------------------------------------------- \| \| Енергетичні та водні ресурси \| 0% \| 0% \| \| Хімія та метали \| 0% \| 0% \| \| Переробка металів \| 10% \| 9,1% \| \| Продукти харчування \| 80% \| 81,8% \| \| Текстиль \| 0% \| 0% \| \| Виробництво меблів, видання \| 10% \| 9,1% \| \| Інше \| 0% \| 0% \| \| Усього підприємств \| 10 \| 11 \| |         |         |
| Промислові підприємства міста, за сферою діяльності |         |         |
| Рік | 2002 р. | 2001 р. |
| Енергетичні та водні ресурси | 0%      | 0%      |
| Хімія та метали | 0%      | 0%      |
| Переробка металів | 10%     | 9,1%    |
| Продукти харчування | 80%     | 81,8%   |
| Текстиль | 0%      | 0%      |
| Виробництво меблів, видання | 10%     | 9,1%    |
| Інше | 0%      | 0%      |
| Усього підприємств | 10      | 11      |

#### Роздрібна торгівля
| \| Підприємства роздрібної торгівлі міста, за сферою діяльності \| Підприємства роздрібної торгівлі міста, за сферою діяльності \| Підприємства роздрібної торгівлі міста, за сферою діяльності \| \| Рік \| 2002 р. \| 2001 р. \| \| ------------------------------------------------------------ \| ------------------------------------------------------------ \| ------------------------------------------------------------ \| \| Продукти харчування \| 33,3% \| 33,3% \| \| Одяг та взуття \| 0% \| 0% \| \| Товари для дому \| 11,1% \| 11,1% \| \| Книги та періодичні видання \| 0% \| 0% \| \| Промислова хімічна продукція \| 22,2% \| 22,2% \| \| Продукція, пов'язана з транспортними засобами \| 0% \| 0% \| \| Інше \| 33,3% \| 33,3% \| \| Усього підприємств \| 9 \| 9 \| |         |         |
| Підприємства роздрібної торгівлі міста, за сферою діяльності |         |         |
| Рік | 2002 р. | 2001 р. |
| Продукти харчування | 33,3%   | 33,3%   |
| Одяг та взуття | 0%      | 0%      |
| Товари для дому | 11,1%   | 11,1%   |
| Книги та періодичні видання | 0%      | 0%      |
| Промислова хімічна продукція | 22,2%   | 22,2%   |
| Продукція, пов'язана з транспортними засобами | 0%      | 0%      |
| Інше | 33,3%   | 33,3%   |
| Усього підприємств | 9       | 9       |

#### Сфера послуг
| \| Підприємства міста, що працюють у сфері послуг, за діяльністю \| Підприємства міста, що працюють у сфері послуг, за діяльністю \| Підприємства міста, що працюють у сфері послуг, за діяльністю \| \| Рік \| 2002 р. \| 2001 р. \| \| ------------------------------------------------------------- \| ------------------------------------------------------------- \| ------------------------------------------------------------- \| \| Гуртова торгівля \| 20% \| 21,7% \| \| Готелі та готельний бізнес \| 32% \| 34,8% \| \| Транспорт та зв'язок \| 12% \| 13% \| \| Посередницькі фінансові послуги \| 8% \| 8,7% \| \| Послуги підприємствам \| 0% \| 0% \| \| Послуги фізичним особам \| 24% \| 17,4% \| \| Нерухомість та ін. \| 4% \| 4,3% \| \| Усього підприємств \| 25 \| 23 \| |         |         |
| Підприємства міста, що працюють у сфері послуг, за діяльністю |         |         |
| Рік | 2002 р. | 2001 р. |
| Гуртова торгівля | 20%     | 21,7%   |
| Готелі та готельний бізнес | 32%     | 34,8%   |
| Транспорт та зв'язок | 12%     | 13%     |
| Посередницькі фінансові послуги | 8%      | 8,7%    |
| Послуги підприємствам | 0%      | 0%      |
| Послуги фізичним особам | 24%     | 17,4%   |
| Нерухомість та ін. | 4%      | 4,3%    |
| Усього підприємств | 25      | 23      |

## Житловий фонд
У 2001 р. 5% усіх родин (домогосподарств) мали житло метражем до 59 м², 30,2% - від 60 до 89 м², 30,2% - від 90 до 119 м² і
34,6% - понад 120 м².

З усіх будівель у 2001 р. 8,7% було одноповерховими, 75,1% - двоповерховими, 16,2
% - триповерховими, 0% - чотириповерховими, 0% - п'ятиповерховими, 0% - шестиповерховими,
0% - семиповерховими, 0% - з вісьмома та більше поверхами.

## Автопарк
| \| Автомобілі, зареєстровані у місті, за призначенням \| Автомобілі, зареєстровані у місті, за призначенням \| Автомобілі, зареєстровані у місті, за призначенням \| \| Рік \| 2006 р. \| 2005 р. \| \| -------------------------------------------------- \| -------------------------------------------------- \| -------------------------------------------------- \| \| Приватні автомобілі \| 54,2% \| 57,6% \| \| Мотоцикли \| 9,9% \| 8,7% \| \| Вантажівки \| 32,1% \| 30,2% \| \| Трактори \| 0,5% \| 0,6% \| \| Автобуси та ін. \| 3,2% \| 2,9% \| \| Усього автомобілів \| 555 шт. \| 526 шт. \| |         |         |
| Автомобілі, зареєстровані у місті, за призначенням |         |         |
| Рік | 2006 р. | 2005 р. |
| Приватні автомобілі | 54,2%   | 57,6%   |
| Мотоцикли | 9,9%    | 8,7%    |
| Вантажівки | 32,1%   | 30,2%   |
| Трактори | 0,5%    | 0,6%    |
| Автобуси та ін. | 3,2%    | 2,9%    |
| Усього автомобілів | 555 шт. | 526 шт. |

## Вживання каталанської мови
У 2001 р. каталанську мову у місті розуміли 94,3% усього населення (у 1996 р. - 98,7%), вміли говорити нею 82,2% (у 1996 р. - 
91,5%), вміли читати 82,2% (у 1996 р. - 85,8%), вміли писати 60,7
% (у 1996 р. - 52,2%). Не розуміли каталанської мови 5,7%.

## Політичні уподобання
У виборах до Парламенту Каталонії у 2006 р. взяло участь 278 осіб (у 2003 р. - 294 особи). Голоси за політичні сили розподілилися таким чином:
| \| Вибори до Парламенту Каталонії \| Вибори до Парламенту Каталонії \| Вибори до Парламенту Каталонії \| \| Рік \| 2006 р. \| 2003 р. \| \| -------------------------------------- \| ------------------------------ \| ------------------------------ \| \| Конвергенція та Єднання (CiU) \| 50% \| 53,1% \| \| Соціалістична партія Каталонії (PSC) \| 23,4% \| 19,4% \| \| Народна партія (PP) \| 2,5% \| 3,4% \| \| Ініціатива за зелену Каталонію (IC) \| 8,6% \| 5,1% \| \| Республіканська лівиця Каталонії (ERC) \| 13,7% \| 18,4% \| \| Громадянська партія (C's) \| 0% \| 0% \| \| Інші \| 1,8% \| 0,7% \| |         |         |
| Вибори до Парламенту Каталонії |         |         |
| Рік | 2006 р. | 2003 р. |
| Конвергенція та Єднання (CiU) | 50%     | 53,1%   |
| Соціалістична партія Каталонії (PSC) | 23,4%   | 19,4%   |
| Народна партія (PP) | 2,5%    | 3,4%    |
| Ініціатива за зелену Каталонію (IC) | 8,6%    | 5,1%    |
| Республіканська лівиця Каталонії (ERC) | 13,7%   | 18,4%   |
| Громадянська партія (C's) | 0%      | 0%      |
| Інші | 1,8%    | 0,7%    |

У муніципальних виборах у 2007 р. взяло участь 266 осіб (у 2003 р. - 310 осіб). Голоси за політичні сили розподілилися таким чином:
| \| Муніципальні вибори \| Муніципальні вибори \| Муніципальні вибори \| \| Рік \| 2007 р. \| 2003 р. \| \| -------------------------------------- \| ------------------- \| ------------------- \| \| Конвергенція та Єднання (CiU) \| 79,3% \| 71,3% \| \| Соціалістична партія Каталонії (PSC) \| 20,7% \| 28,7% \| \| Народна партія (PP) \| 0% \| 0% \| \| Ініціатива за зелену Каталонію (IC) \| 0% \| 0% \| \| Республіканська лівиця Каталонії (ERC) \| 0% \| 0% \| \| Громадянська партія (C's) \| 0% \| 0% \| \| Інші \| 0% \| 0% \| |         |         |
| Муніципальні вибори |         |         |
| Рік | 2007 р. | 2003 р. |
| Конвергенція та Єднання (CiU) | 79,3%   | 71,3%   |
| Соціалістична партія Каталонії (PSC) | 20,7%   | 28,7%   |
| Народна партія (PP) | 0%      | 0%      |
| Ініціатива за зелену Каталонію (IC) | 0%      | 0%      |
| Республіканська лівиця Каталонії (ERC) | 0%      | 0%      |
| Громадянська партія (C's) | 0%      | 0%      |
| Інші | 0%      | 0%      |